# Sidney van den Bergh
 (juin 2019).
Pour les articles homonymes, voir Van den Bergh.
Sidney van den Bergh (né le 20 mai 1929 à Wassenaar, aux Pays-Bas) est un astronome canadien. Il a découvert la galaxie naine Andromeda II.

## Biographie
Né aux Pays-Bas, il obtient son B.A. à l'université de Princeton en 1950. Il obtient un M.Sc. à l'université d'État de l'Ohio (1952) et un Doctorat rer. nat. à l'université de Göttingen (1956).
Il passe la première partie de sa carrière à l'observatoire David Dunlap de l'université de Toronto. Il travaille ensuite à Victoria, où il devient directeur du Dominion Astrophysical Observatory.
Il est président de la Société canadienne d'astronomie et vice-président de l'union astronomique internationale.
L'astéroïde (4230) van den Bergh est nommé en son honneur. Il découvre également la galaxie naine du Verseau en 1966. 
En 1994, il est fait officier de l'ordre du Canada. En 1988, il est élu membre de la Royal Society.